# Onthophagus suginoi
Onthophagus suginoi é uma espécie de inseto do género Onthophagus, família Scarabaeidae, ordem Coleoptera.
Foi descrita cientificamente por Ochi em 1984.